# River Gillon
River Gillon är ett vattendrag i Dominica.   Det ligger i parishen Saint George, i den södra delen av landet, 4 km söder om huvudstaden Roseau.